# Дергачёв, Георгий Борисович
Гео́ргий Бори́сович Дергачёв (род. 22 августа 1949, Ярославль) — российский философ, профессор, академик общественной РАЕН, первый масон в новейшей истории России (1990 год), первый великий мастер Великой ложи России (1995 год), бывший великий командор Верховного совета России Древнего и принятого шотландского устава (2002 год), 33° ДПШУ, профессор Славяно-Греко-Латинской Академии.

## Биография
Родился 22 августа 1949 года в жилых помещениях бывшего Спасского монастыря, где тогда располагался Институт повышения квалификации работников сельского хозяйства. В этом институте родители Георгия Борисовича работали преподавателями и проживали в монастырском корпусе. До 10 лет Георгий Борисович жил в здании монастыря до момента открытия в нём музея. После основания музея семья Дергачёвых переехала в один из жилых районов Ярославля.
По примеру отца, в школьные годы Георгий увлёкся радиоэлектроникой и после окончания школы поступил в Ярославский политехнический институт (ЯПИ). После первого года обучения в ЯПИ, оставил институт и поступил на историко-филологический факультет Ярославского педагогического института, который и окончил в 1975 году. Затем продолжил учёбу на факультете философии в аспирантуре Всесоюзного московского государственного заочного педагогического института. Окончив аспирантуру, защитил в МГУ кандидатскую диссертацию по эстетике. Тогда же, помимо проблем общей и трансперсональной психологии, которыми Георгий Борисович занимался в силу своей научной специальности, стал интересоваться сакральными эзотерическими знаниями, посвятительной практикой, и их местом в истории философии и теологии.
7 августа 2012 года в Москве было официально объявлено о «возрождении» «Вольной философской ассоциации», но уже в качестве Научно-просветительского центра «Вольное философское общество» на специальном вечере, посвящённом этому событию в Овальном зале Всероссийской государственной библиотеки иностранной литературы им. М. И. Рудомино. Председателем «возрождённой» организации стал профессор, академик РАЕН Георгий Борисович Дергачёв. Организация тесно связана с масонским движением, что выражается в интересе к истории масонства, фигуре известного русского просветителя и масона Н. И. Новикова (при непосредственном участии Вольного философского общества ему установлен памятник во дворе библиотеки имени М. И. Рудомино), эзотерическим учениям, а также в розенкрейцеровской визуальной символике.
Имеет квалификацию Master of public administration (мастер (магистр) государственного управления).
Состоит на должности профессора в Славяно-Греко-Латинской Академии.

## В масонстве
В начале 1989 года Георгий Борисович Дергачёв обратился к своему знакомому французскому масону с просьбой о вступлении в орден вольных каменщиков. Кандидатура Георгия Борисовича была обсуждена в руководстве Великого востока Франции членом которого и являлся знакомый француз, и 31 марта 1989 года досточтимому мастеру парижской ложи «L’Ouevre Fraternel» было поручено организовать приём гражданина СССР в эту масонскую ложу. 10 апреля 1989 года кандидатура Георгия Борисовича была обсуждена в самой ложе, но сразу принять его ложа не смогла. И только через год, 9 марта 1990 года, в той же ложе «L’Ouevre Fraternel» состоялось посвящение Георгия Борисовича сразу в три символические масонские степени.
4 декабря 1990 года Георгий Борисович представил нового кандидата, своего знакомого, Ивана Т., художника по профессии. 13 декабря 1990 года, в той же ложе «L’Ouevre Fraternel», состоялось посвящение последнего также сразу в три масонские степени.
27 апреля 1991 года в Москву прибыла представительная делегация великих офицеров Великого востока Франции. На следующий день, на одной из дач в Подмосковье, прошло посвящение пятерых кандидатов, которых в течение года в России подбирали Г. Дергачёв и Иван Т.. Все пять кандидатов также были посвящены сразу в три масонские степени.
28 апреля 1991 года, после 73-летнего перерыва, прошло учреждение первой российской масонской ложи, которая была названа «Северная звезда». Первым досточтимым мастером ложи «Северная звезда» стал Георгий Борисович Дергачёв.
Поскольку в либеральном масонстве, к которому принадлежали Великий восток Франции и ложа «Северная звезда», всегда пропагандировалось активное участие в политике и обсуждение политических вопросов, что не нравилось Георгию Борисовичу и целому ряду братьев, то назрел вопрос о дальнейшем направлении движения молодых российских масонов. Решено было обратиться к регулярному масонству, которое занимается исключительно масонством, запрещает любые разговоры на политические и религиозные темы в ложах, хранит масонские традиции, не допускает атеистов в свои ложи и не проводит совместных ритуальных собраний с женщинами. Во Франции такой регулярной масонской великой ложей являлась только Великая национальная ложа Франции, к которой и обратился Георгий Борисович.
14 января 1992 года Георгий Борисович прошёл регуляризацию (стал членом) парижской ложи «Астрея» № 100, которая в 1965 году была учреждена в Великой национальной ложе Франции русскими братьями, ранее вышедшими из Великой ложи Франции. В этот же день, 14 января 1992 года, в Париже, была регулярно основана ложа «Гармония», которая на постоянной основе начала работать в России с сентября 1992 года. Досточтимым мастером ложи «Гармония» стал также Георгий Борисович. В 1993 году в России, при непосредственном участии масонов ложи «Гармония», были открыты ещё три ложи под юрисдикцией ВНЛФ — «Лотос», «Новая Астрея» и «Гамаюн», и на основе этих четырёх регулярных лож, 24 июня 1995 года была учреждена Великая ложа России (ВЛР). Первым великим мастером ВЛР стал Георгий Борисович.

## Звания
- Бывший великий мастер Великой ложи России (1995—2002)[4][5]
- Великий командор Верховного совета России ДПШУ (2002 год)[4][5]